# とびきりだれより夏っぽいこと
「とびきりだれより夏っぽいこと」（とびきりだれよりなつっぽいこと）は、SUPER☆GiRLSの31枚目のシングル。2024年7月17日にiDOL Streetから発売された。

## 概要
CD+Blu-ray Disc、CDのみの2形態で発売。体調不良のため活動を休止していた坂林佳奈は今作から参加している。また、2024年12月31日にグループから脱退した羽渕花恋が参加した最後の作品でもある。
略称は「とび夏」である。
表題曲「とびきりだれより夏っぽいこと」の楽曲提供はグループ初となるヤマモトショウで、振付はTERUPOPが担当。衣装デザインの監修は田中想が担当している。センターは、前作「Heart Diamond」に引き続き柏綾菜が務めている。2024年4月27日に行われたリリース記念イベントで初披露され、同年5月19日放送の『SUPER☆GiRLSのナイスすぱが!』（ラジオ日本）でメディア初OAされた。なおMVは同年4月末に茨城県で撮影された。
カップリング曲「今、空は何色だろうか?」は、坂林佳奈と門林有羽がダブルセンターを務めている。こちらの楽曲提供もグループ初となる馬場遼太郎・Yasutaka.Ishioで、振付は元メンバーの渡邉ひかるが担当している。なお、卒業したメンバーが振付をするのは初めてである。2024年6月9日開催の『SUPER☆GiRLSライブハウスツアー2024』初日に初披露され、同24日放送の『Z IBOOK』（NACK5）でメディア初OAされた。

## 収録曲

### CD
1. とびきりだれより夏っぽいこと [3:55]
作詞・作曲・編曲：ヤマモトショウ
2. 今、空は何色だろうか? [3:26]
作詞：馬場遼太郎（Relic Lyric）、作曲：馬場遼太郎（Relic Lyric）・Yasutaka.Ishio（Relic Lyric）、編曲：Yasutaka.Ishio（Relic Lyric）
3. とびきりだれより夏っぽいこと（Instrumental）
4. 今、空は何色だろうか?（Instrumental）

### Blu-ray Disc
1. とびきりだれより夏っぽいこと（Music Video）
2. とびきりだれより夏っぽいこと（Music Video Making）
3. とびきりだれより夏っぽいこと（Music Video 個人サビver.）

## 音楽配信

### 先行配信
2024年6月9日に「とびきりだれより夏っぽいこと」が先行配信された。

### 本配信
CD発売日の7月17日に「CD盤」に収録されている4曲が配信された。
太字の配信サービスはハイレゾ音源を配信していることを示す。MVは「とびきりだれより夏っぽいこと」のMVも配信していることを示す。

## イベント
| 日程                 | 内容                            | 会場                          | 備考 |
| -------------------- | ------------------------------- | ----------------------------- | --- |
| 2024年 4月27日       | リリース記念イベント            | 汐留シオサイト 地下歩道       | ミニライブ・グループ握手会・個別撮影会。2部制。 |
| 4月28日              | リリース記念イベント            | ららぽーと横浜                | ミニライブ・グループ握手会・個別撮影会。2部制。 |
| 5月5日               | リリース記念イベント            | ららぽーと立川立飛            | ミニライブ・グループ握手会・個別撮影会。2部制。竹内は第2部の特典会のみ不参加。 |
| 5月26日              | リリース記念イベント            | ららぽーと新三郷              | ミニライブ・グループ握手会・個別撮影会。2部制。 |
| 7月20日・21日        | リリース記念イベント            | ダイバーシティ東京 プラザ     | ミニライブ・グループ握手会（20日のみ）・個別ウチワサイン会（20日のみ）・個別握手会（21日のみ）・個別撮影会（21日のみ）・グループ撮影会・集合TikTok撮影会。ミニライブは2部制。特典会は1部制。 |
| 8月13日              | リリース記念イベント            | アーバンドック ららぽーと豊洲 | ミニライブ・グループ握手会・グループ撮影会・個別撮影会。1部制。 |
| 6月23日・9月3日・4日 | ネットサイン会                  | オンライン（YouTube LIVE）    | corazónの対象商品購入者が参加できるもので、生写真へのサインを実施。 6月23日は全員が、9月3日は門林・田中・鎌田・河村が、同4日は坂林・竹内・柏・櫻井・羽渕が参加。                             |
| 7月17日              | 発売日記念ミニライブ&個別握手会 | タワーレコード渋谷            | ミニライブ・個別握手会。1部制。 |
| 8月12日              | mu-mo SHOPスペシャルイベント    | サンライズビル                | mu-moショップの対象商品購入者対象。 トークショー1部・個別握手会4部・個別撮影会4部・集合TikTok撮影会1部・個別TikTok撮影会2部・プチVIP会1部制。。                                              |

※他、一部ライブ・イベントにて予約購入者対象の特典会も開催。